# Éliane Jacq
Éliane Jacq, francoska atletinja, * 4. julij 1948, Brest, Francija, † 1. marec 2011, Lorient, Francija.
Ni nastopila na poletnih olimpijskih igrah. Na evropskih prvenstvih je v štafeti 4x400 m osvojila srebrno medaljo leta 1969. Istega leta je s francosko reprezentanco dvakrat postavila ali izenačila svetovni rekord v štafeti 4 x 400 m.